# Gustaf Rosenqvist (teolog)
Georg Gustaf Alexander Rosenqvist, född 13 september 1855 i Lappträsk, Nyland, död där 12 februari 1931, var en finländsk teolog. Han var bror till Vilhelm Rosenqvist och far till Georg Olof Rosenqvist.
Rosenqvist blev student 1873 och filosofie kandidat 1879, varefter han övergick till teologin. Han förordnades efter förvärvad teologie kandidatgrad 1886 att förestå adjunkturen i teologiska prenotioner vid Helsingfors universitet. Han blev teologie licentiat 1892 och teologie doktor 1893 samt var 1894–1916 professor i dogmatik och moral; dekanus för teologiska fakulteten blev han 1901. 
Rosenqvist utövade en vidlyftig skriftställarverksamhet i teologiska, religiösa och politiska frågor, delvis i den av honom 1896 upprättade och sedan dess redigerade "Teologisk Tidskrift". I sin licentiatavhandling, Lotzes religionsfilosofi (1889), gjorde han denna till föremål för ett ingående bedömande. Hans professorsspecimen gällde Guds förhållande till världen med särskild hänsyn till det skapades själfständighet och lagbundna ordning (1893; andra upplagan 1900). 
Vidare utgav Rosenqvist Den filosofiska grundvalen för Albrecht Ritschls teologi (1902) samt Moderna sträfvanden för etisk kultur (1904), bägge akademiska installationsprogram, liksom den finska översättningen av Kristendomens sociala värde (1908). Bland hans broschyrer kan nämnas Kristendom och humanitet (1895), En kamp för sedlighet och rätt (1896), som behandlar prostitutionsfrågan, Nattvardstvånget (1903), Till frågorna om religionsfrihet och religionsundervisning (1906), Civiläktenskapsfrågan (1907) samt de med anledning av de politiska förhållandena utgivna broschyrerna Historiens Gud ingen annan än samvetets Gud (1903), Nykterhetsfrågan (1905), Politik och människovärde (1910), Skilsmässan mellan stat och kyrka (inbjudningsskrift 1916), Reformer på det religiösa området (1917) samt Den sociala frågan och socialismen (1923). 
Under den gemensamma rubriken I tidens religiösa frågor (fyra delar; 1899–1912) sammanförde Rosenqvist sina i "Teologisk Tidskrift" ingående uppsatser. Han var medlem av 1906 års religionsfrihetskommitté och redogjorde i en 1912 utkommen skrift för dess betänkande, vilket motsvarar hans intentioner. Med en strängt protestantisk livsuppfattning intog han en över huvud liberalare religiös ståndpunkt än flertalet av landets teologer. 
Även i det politiska livet deltog Rosenqvist aktivt och tillhörde folkrepresentationen ända från 1904–05 års ständermöte, i enkammaren invald av Svenska folkpartiet. Han tillhörde grundlags- och lagutskotten samt intog en konsekvent och omutligt lagtrogen hållning.

## Utmärkelser
- Sankt Annas orden, tredje klass,  19 april 1903[4]

[Redigera Wikidata]